# Nậm Ngam
Nậm Ngam hay Nậm Ngám là một sông nhỏ chảy ở tỉnh Điện Biên, Việt Nam.
Nậm Ngam là phụ lưu của Nậm Nứa trong hệ thống sông Mê Kông, dài 33 km, diện tích lưu vực 198 km², mã sông là "08 01 06 03".
Nậm Ngam bắt nguồn từ phía bắc xã Pú Nhi huyện Điện Biên Đông, chảy hướng nam-tây nam. 21°24′16″B 103°09′55″Đ / 21,404347°B 103,165363°Đ Tại phần thượng nguồn đã xây dựng hồ Nậm Ngám 21°22′59″B 103°08′36″Đ / 21,383051°B 103,143376°Đ.
Qua xã Núa Ngam huyện Điện Biên Nậm Ngam đổ vào Nậm Nứa ở bản Pá Ngam 1. 21°15′23″B 103°03′29″Đ / 21,256253°B 103,05803°Đ
Các văn bản của tỉnh Điện Biên thường dùng tên Nậm Ngám , còn ngoài tỉnh thường dùng tên Nậm Ngam là tên ghi theo bản đồ địa hình .

## Thủy điện
Thủy điện Nậm Ngám 21°22′59″B 103°08′36″Đ / 21,383051°B 103,143376°Đ xây dựng trên dòng Nậm Ngám ở vùng đất bản Nậm Ngám A xã Pù Nhi huyện Điện Biên Đông.
Hồ Nậm Ngám có ý nghĩa chính về thủy lợi, được khởi công 2010, hoàn thành năm 2014, cấp nước cho sản xuất nông nghiệp ở xã Pù Nhi và xã Noong U.